# Jönköpings radio- och teknikmuseum
Jönköpings radio- och teknikmuseum är en samling av cirka 3 200 föremål, med museilokal i Norrahammar. Museet är uppbyggt kring en samling som skapats av köpman Erik A Karlson. Det drivs av stiftelsen Erik E Karlsons Radio & Teknikmuseum, där Jönköpings kommun, Jönköpings läns museum, Sveriges Radio Jönköping och Tekniska Föreningen ingår. 
Samlingen spänner över mer än 90 års radio- och teknikhistoria. I samlingen finns bland annat Edisons fonograf med vaxrullar, grammofoner, tråd- och bandspelare, TV-apparater och videobandspelare, mobiltelefonens utveckling under 50 år, kommunikationsradio för flygvapnet, armén och marinen, olika mätinstrument, äldre kontorsmaskiner och kameror. En del av dessa föremål finns utställda i lokaler på Industrimuseet i Norrahammar som ligger på det som tidigare var Norrahammars bruks industriområde. 
Radiomuseet öppnade 1988 och hade tidigare sina lokaler i Tändsticksområdet i Jönköping.